# Albert Dams Vej
 Der er for få eller ingen kildehenvisninger i denne artikel, hvilket er et problem. Du kan hjælpe ved at angive troværdige kilder til de påstande, som fremføres i artiklen.

Albert Dams Vej er en vej i digterkvarteret i Gl. Balle i den nordlige del af Silkeborg. Vejen er sidegade til Balle Kirkevej og ligger mellem Rasmus Mortensens Vej og Jacob Paludans Vej. Den er 205 meter lang og præget af parcelhuse samt pænt anlagte haver med buske og frugttræer som de fleste andre gader i det kvarter.
Vejen er opkaldt efter forfatteren Albert Dam (1880-1972), der fra 1937 var bosat i Silkeborg. Albert Dam udgav en række romaner, der slog ham fast som en af tidens førende, danske forfattere. En buste af Albert Dam, udført af billedhuggeren Hans Jørgen Nicolaisen, står på hovedbiblioteket i Hostrupsgade.